# Nivea Dias Santos
Nivea Dias dos Santos (1984) es una botánica, brióloga, curadora y profesora brasileña.
En 2005, obtuvo el diploma de Ciencias Biológicas, por la Universidad del Estado de Río de Janeiro; para obtener la maestría en Biología Vegetal por la Escuela Nacional de Botánica Tropical, defendió la tesis Hepáticas de la Mata Atlántica en el estado de Río de Janeiro: diversidad, fitogeografía y conservación, en 2008; y, el doctorado por la Universidad Estatal de Campinas, en 2011, defendiendo la tesis: Distribución espacial de briófitas en la Foresta Atlántica, sudeste de Brasil.
En la actualidad, es profesora asociada del Departamento de Botánica de la Universidad Federal de Pernambuco (UFPE) y profesora principal y asesora en el Programa de Posgrado en Biología vegetal. Desde 2004, trabaja con briófitas, llevando a cabo investigaciones en las áreas de la taxonomía, fitogeografía, ecología de comunidades y macroecología. Su investigación se centra en la comprensión de los patrones de distribución espacial de las briofitas (aspectos históricos y ecológicos) y sus estrategias adaptativas. Sus principales estudios se centran en el uso de briófitos como bioindicadores de los tipos de vegetación, gradientes altitudinales y fitogeográficos. Tiene experiencia en el área de Biología Vegetal, con énfasis en criptógamas, principalmente en los temas de: florística, fitogeografía, filogeografía, ecología y conservación de briófitas.

## Algunas publicaciones
- SILVA, A. S. M. ; SANTOS, N. D. 2011. Detecting herbivory in two mosses from an Atlantic Forest, Brazil. J. of Bryology 33: 140-147
- COSTA, D. P. ; PORTO, K. C. ; LUIZIPONZO, A. ; ILKIU-BORGES, A. L. ; BASTOS, C. J. P. ; CAMARA, P. ; PERALTA, D. ; BOASBASTOS, S. V. ; IMBASSAHY, C. A. A. ; HENRIQUES, D. ; SANTOS, N. D. ; VAZ-IMBASSAHY, T. F. ; CHURCHILL, S. P. 2011. Synopsis of the brazilian moss flora: checklist, synonyms, distribution and conservation. Nova Hedwigia 93: 277-334
- SANTOS, N. D. ; PINHEIRO DA COSTA, D. ; KINOSHITA L.S. ; SHEPHER G. J. 2011. Aspectos brioflorísticos e fitogeográficos de duas formações costeiras de Floresta Atlântica da Serra do Mar, Ubatuba/SP, Brasil. Biota Neotrop. 11 ( 2): 425-438 en línea (enlace roto disponible en Internet Archive; véase el historial, la primera versión y la última).
- SANTOS, N. D. ; COSTA, D. P. ; KINOSHITA, L. S. ; SHERPHERD, G. J. 2011. Aspectos brioflorísticos e fitogeográficos de duas formações costeiras de Floresta Atlântica da Serra do Mar (Ubatuba, SP). Biota Neotropica 11: 00-00
- ----------------------, -------------------. 2010. Phytogeography of the liverwort flora of the Atlantic Forest of southeastern Brazil. J. of Bryology 32: 9-22
- ----------------------, -------------------. 2010. Altitudinal Zonation of Liverworts in the Atlantic Forest, Southeastern Brazil. The Bryologist (College Station, TX) 113: 631-645

### Capítulos de libros
- SANTOS, N. D. ; SHERPHERD, G. J. 2012. As briófitas do Japi. En: Vasconcellos-Neto J; Poli PR; Penteado-Dias AM (orgs.) Novos Olhares, Novos Saberes Sobre a Serra do Japi: Ecos de sua biodiversidade. Curitiba: CRV, pp. 115-134
- COSTA, D. P. ; SANTOS, N. D. 2009. Briófitas/Bryophytes. En: Daly, D.C., Silveira, M. & Colab. (orgs.) Primeiro catálogo da Flora do Acre, Brasil/First catalogue of flora of Acre, Brazil. Rio Branco: Ed. EDUFAC, pp. 389-405
- --------------------; -------------; LOPES, D. J. ; IMBASSAHY, C. A. A. 2009. Briófitas (hepáticas). En: Stehmann, J.R.; Forzza, R.C.; Salino, A., Sobral, M., Costa, D.P. & Kamino, L.H.Y. (orgs.) Plantas de Floresta Atlântica. Listagem das espécies publicada on-line. Disponível no Banco de Dados em http://sagui.icb.ufmg.br/bot/mataatlantica/listagem.php?divisao=BRI (enlace roto disponible en Internet Archive; véase el historial, la primera versión y la última).. Jardim Botânico do Rio de Janeiro (JBRJ), pp. 43-56
- --------------------; -------------; IMBASSAHY, C. A. A. ; LOPES, D. J. 2009. Briófitas (antóceros). En: Stehmann, JR; Forzza, RC; Salino A; Sobral, M; Cota, DP & Kamino, LHY (orgs.) Plantas de Floresta Atlântica. Jardim Botânico do Rio de janeiro, pp. 43-43

### Libros
- COSTA, D. P. ; ALMEIDA, J. S. S. ; SANTOS, N. D. ; GRADSTEIN, Stephan Robbert ; CHURCHILL, S. P. 2010. Manual de Briologia. Río de Janeiro: Interciência. 222 pp.

### Revisión de periódicos
- 2011 - Periódico: Acta Botanica Brasílica
- 2011 - Periódico: Iheringia. Série Botânica
- 2013 - Periódico: Biota Neotropica (edición en portugués)
- 2013 - Periódico: Hoehnea (São Paulo)
- 2013 - Periódico: Rodriguésia (En línea)

## Membresías
- ASPT (American Society of Plant Taxonomists)
- de la Sociedad Botánica del Brasil[6]